# Aéroport de Bafoussam
L’aéroport de Bafoussam (code IATA : BFX • code OACI : FKKU) est un aéroport desservant la ville de Bafoussam, au Cameroun.

## Situation géographique
L'aéroport de Bafoussam est construit à Bamougoum.
Les coordonnées géographiques sont 5.536667,10.354444

## L'aéroport de nos jours
L'aéroport était classé aéroport secondaire (intérieur) au Cameroun. Il accueille des passagers sur vols spéciaux et est prévu pour servir de point d'arrivée pour les spectateurs des matchs de football de la CAN 2019.
Depuis juin 2016, il accueille des vols du MA 60 de fabrication chinoise de la Camair-Co, inauguraux en vue des vols pour les compétitions sportives futures.
Les vols vers l’aéroport de Bafoussam-Bamougoum pourront se faire de nuit.
Avec une superficie de 450 hectares, l’aérodrome est doté d’une piste d’atterrissage de 2 500 m sur 45 pouvant accueillir des aéronefs d’un poids maximum de 60 tonnes, d’un parking où trois avions moyens porteurs peuvent se garer et d’une aérogare prévue pour accueillir 150 000 passagers par an.

## Compagnie aérienne et destination
| Compagnies | Destinations |
| ---------- | ------------ |
| Camair-Co  | Douala       |

Edité le 16/10/2023

## CAN 2021
En janvier 2022, l'aéroport est le point d'arrivée des 4 sélections de la poule B.
Le Syli National de Guinée arrive par cet aéroport, est accueilli par les officiels et est transféré à Bangou.

## Statistiques et données générales

### L'aéroport en chiffres
Ces installations offrent les facilités d'un aéroport de fret.
- Statut : secondaire ;
- Gestionnaire : Cameroon Civil Aviation Authority (CCAA)[7].
- Capacité d’accueil : 100 000 passagers par an;
- Poste de stationnement : 2
- Capacité exploitée : 0,2 % ;
- Conditions climatiques : Climat doux, une longue saison de pluie de mars à septembre et une courte saison sèche. Température : 29 °C ;
- Régions desservies : Ouest et Nord-Ouest ;
- Principaux produits à l'export: vivres frais, haricots verts, ananas, bananes, tomate, artisanat;
- Principaux produits à l'import: matériels électroniques, textiles, médicaments;
- Principaux produits touristiques : objets d'art et sultanat des Bamouns[8];

#### Équipements pour l'aviation
Depuis le 1er juin 2006, l'aéroport de Bafoussam-Bamougoum est connecté à internet via un VSAT.

#### Chiffres
Pour des raisons techniques, il est temporairement impossible d'afficher le graphique qui aurait dû être présenté ici.

Voir la requête brute et les sources sur Wikidata.

### Évolution statistique
| Année | Nombre de passagers | Nombre total de vols | Nombre de vols de passagers | Nombre de vols de passagers | Nombre de vols de passagers |
| Année | Nombre de passagers | Nombre total de vols | Total                       | Nationaux                   | Internationaux              |
| ----- | ------------------- | -------------------- | --------------------------- | --------------------------- | --------------------------- |
| 2015  | ---                 |                      |                             |                             |                             |
| 2016  |                     |                      |                             |                             |                             |

## Compagnies

### Compagnies présentes
La liste ci-dessous n'est pas exhaustive, et est susceptible de changer rapidement.
- Camair-Co[10]  dessert la ligne Douala-Bafoussam depuis 2016.

### Classement des destinations par nombre de passagers
Destinations internationales :
Destinations camerounaises : si initialement, Yaoundé devait relier Bafoussam, en 2018, seul l'aéroport de Douala permet de rallier la ville,.

## Liaisons

### Liaisons de transport en commun

#### Train
Pas de liaison avec le réseau ferroviaire.

#### Réseau d'autobus
Aucune société de bus interurbain ne dessert l'aéroport.

### Liaisons routières
Pour accéder à la zone cargo de l'aéroport, il faut utiliser une autre route.

### Les parkings
L'aéroport possède plusieurs parkings à proximité de l'entrée du terminal.
- Parking courte durée
- Parking moyenne et longue durée
- Parking réservé